# الأدب والأدباء في السعودية (كتاب)
الأدب والأدباء في المملكة العربية السعودية هو قاموس في ثلاثة أجزاء يضم 908 مواد وثّق مكونات المشهد الثقافي السعودي من الأدباء من الجنسين والمؤسسات، والجوائز، والمجلات، والصحف، والجمعيات والأندية الأدبية، والأسواق الأدبية، والمهرجانات، والكتب المؤثرة، والمجموعات الأدبية وغيرها من مفردات الحركة الأدبية في السعودية منذ أن تأسست حتى العام 2013م، يبلغ عدد صفحاته 1900 صفحة.

## المنشئون
شارك في إعداد المادة التحريرية لمداخل القاموس 65 مختصاً وأديباً وأديبة من مناطق السعودية ومن مختلف المشارب الفكرية والأعمار، تحت إشراف دارة الملك عبد العزيز ضمن أهدافها المحددة على وضع قواعد معلومات مرجعية عن التاريخ الوطني بجوانبه المختلفة.

## الشروط العلمية
اشترطت اللجنة العلمية للقاموس عددا من الضوابط التي تضمن تحقيق الجودة في قوام القاموس ولبّه منها:
- أن يكون للأديب / للأديبة إنتاج مطبوع في كتاب حتى يدخل ضمن تراجم القاموس.
- أو أن يكون شخصية أثرت الساحة الأدبية بالدراسات والبحوث والمقالات في أوعية النشر العامة والمحكمة.
- أن تكون المادة المكتوبة من قبل فريق العمل لا تركز على جانب واحد.
- تدوين المراجع، وكتابة اسم الباحث المعد لمادة المدخل في كل مدخل.

## إحصاءات القاموس
بلغ عدد المواد المعدة عن الأدب في القاموس 94 مادة، وعدد المواد المحررة عن الأدباء 814 مادة، منها 138 مادة عن النساء، كما كان عدد الأدباء / الأديبات المتوفين حين النشر الموثقة موادهم بالقاموس 168أديباً وأديبة.

## القاموس مستمر
وتفرد القاموس بميزتين ضمن قواعد تنفيذه :
- الاهتمام بأدباء المناطق الذين لم ينالوا نصيباً من العناية والتوثيق في الأعمال المشابهة لهذا الإصدار.
- تحديث مداخل القاموس بالجديد بإضافة أسماء لأفراد أو مؤسسات أو جوائز دخلت إلى المشهد الثقافي ، وتحديث إصدارات الأدباء والأديبات في طبعات القاموس الورقية وصيغته الإلكترونية .[2]

## مراجـع
1. ↑  "ثقافي / قاموس الأدب والأدباء في المملكة .. موسوعة ضخمة تهتم بالأدب والأدباء السعوديين وكالة الأنباء السعودية". www.spa.gov.sa. مؤرشف من الأصل في 2019-04-28. اطلع عليه بتاريخ 2019-04-28.
2. ↑  قاموس الأدب والأدباء في المملكة العربية السعودية ، دارة الملك عبدالعزيز ، الرياض ، 1434هـ .